# Franz Wagner (kněz)
Franz Wagner (21. listopadu 1888 Hora Svaté Kateřiny – 8. srpna 1969 Bamberk) byl německý římskokatolický kněz, sídelní kanovník litoměřické kapituly, v roce 1946 pověřený duchovní správou pro uprchlíky v diecézi Bamberk. Papež jej jmenoval apoštolským protonotářem.

## Život
Byl synem pekaře z Hory Svaté Kateřiny v Krušných horách. Maturoval na jezuitském gymnáziu v Bohosudově a byl poslán na studia filozofie a teologie do Říma, která absolvoval v roce 1912; a 1. června 1912 přijal v Lateránské bazilice i kněžské svěcení. Jako kněz pak působil v Duchcově, v Šumburku nad Desnou a v Rochlicích u Liberce. V prosinci 1932 byl jmenován sídelním kanovníkem v litoměřické kapitule. Za děkana kapituly byl jmenován 30. dubna 1933 a instalován byl 3. května 1933 biskupem Antonínem Weberem. V letech 1933-1939 byl prorektorem litoměřického kněžského semináře. V roce 1939 byl jmenován generálním vikářem pro německy mluvící část litoměřické diecéze.
Češtinu ovšem Wagner ovládal také, protože se česky mluvilo v bohosudovském gymnáziu a také na české koleji (Bohemicum) v Římě.
Po poválečném odsunu do Německa v květnu 1946, pracoval krátce ve Schlüchtern v diecézi Fulda. Ale již 7. října 1946 obdržel z Bamberku telegram, že je pro něho připravené místo vikáře pro pastoraci uprchlíků v bamberské arcidiecézi. Přesunul se tedy na faru v Gößweinstein, která byla spojena s poutní bazilikou, kde dobře pastoračně působil. Vznikaly zde však problémy mezi ním a rektorem poutní baziliky, který kostel spíše uzavíral, neschvaloval vlastní modlitby a doporučoval poutě překládat jinam. 1. června 1948 přijal pozvání městského faráře Lorenze Wintera od Sv. Gangolfa z Bamberku a přestěhoval se do beneficiátního domu na Josefstraße. Zde nalezl domov, byl přijat duchovenstvem i členy farnosti. Ujal se opět své duchovní služby pro uprchlíky. Obstarával, přes poválečný nedostatek, pomoc duchovní i materiální. Organizoval také pomoc kněžím ve východoevropských zemích až do šedesátých let 20. století. Knihy a jinou pomoc dopravoval přes exilové kněze, kteří ji převáželi v batozích často na velké vzdálenosti, někdy na kole, později auty. Pro vysídlené obyvatele Sudet pořádal poutě do baziliky ve Vierzehnheiligen, jejichž tradice přetrvala až do začátku 21. století. Nebylo to však snadné, protože i v církevních kruzích byly obavy z těchto nových přistěhovalců do Německa. V roce 1966 se pouť dokonce musela přesunout z Vierzehnheiligen do kostela sv. Michaela. Na zásah knížete Löwensteina, předsedy Katholikentage, bylo setkání uprchlíků dovoleno pořádat v Bamberku v poutním domě. V těchto situacích zažíval prelát Wagner rezervovanost i odstup místní církve. Každou neděli se však účastnil nešpor v bamberské katedrále. Katedrální kapitulní senior dokonce dvakrát žádal místní radu, aby mohl prelát Wagner zasedat, jako kanovník, v chorových lavicích. Byl však odmítnut. Tyto problémy například Msgre. Zischek, bývalý Wagnerův kolega z litoměřické kapituly, v diecézi Eichstätt vůbec neměl, naopak se to považovalo za samozřejmost. Výrazně se jeho služba uprchlíkům projevovala službou bambegské části sdružení Ackermann-Gemeinde, kde mu říkali: „náš prelát“. Při oslavách 80. narozenin byl pak nazván: „Strážcem spravedlnosti, utěšitelem zarmoucených i pomocníkem v nouzi“, což charakterizovalo jeho osobnost. Zemřel 8. srpna 1969 a byl pochován do krypty kněžské hrobky v St. Gangolf v Bamberku.

## Galerie

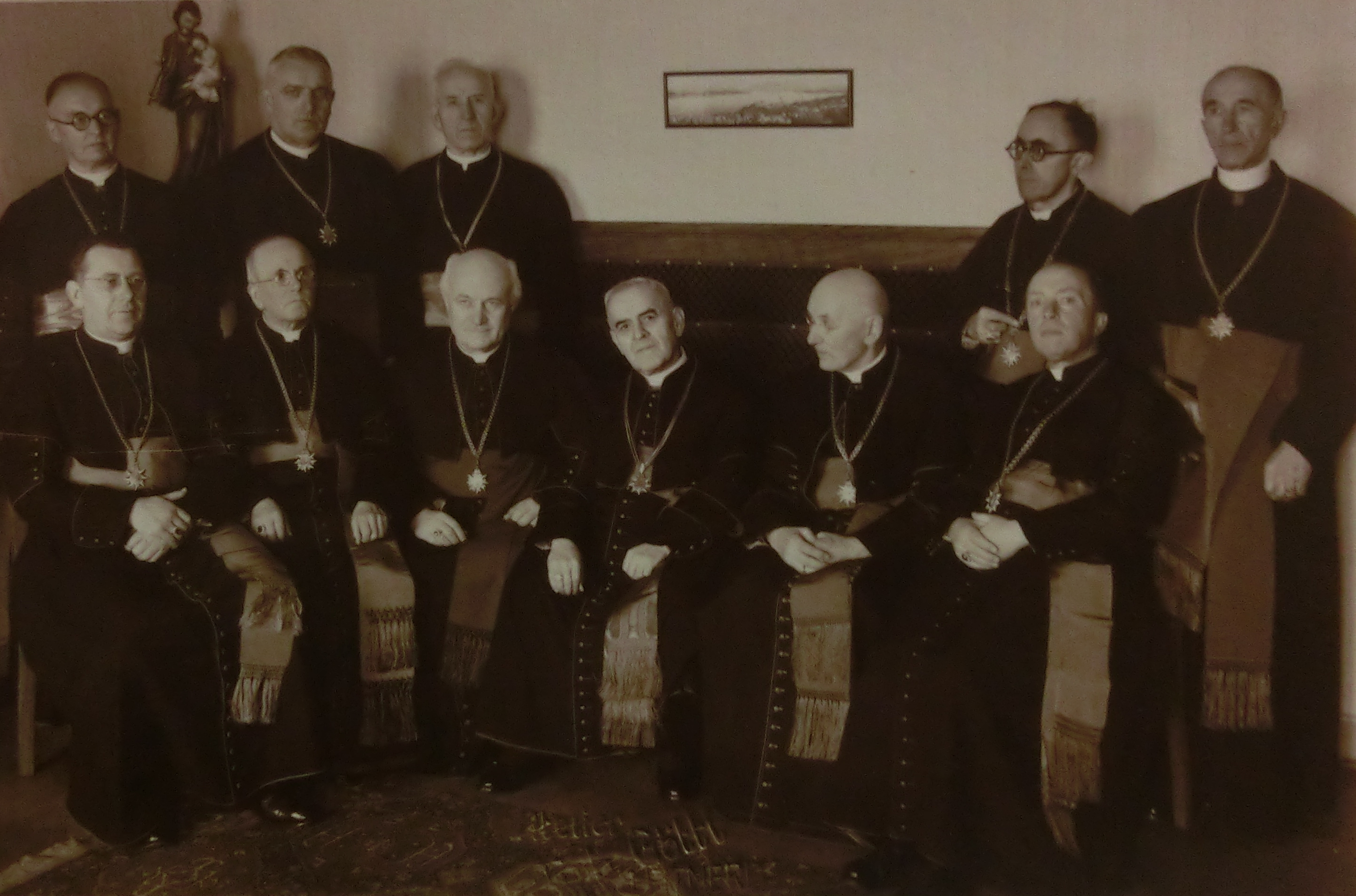
Franz Wagner na setkání kanovníků litoměřické kapituly sedící třetí zleva (rok 1940)
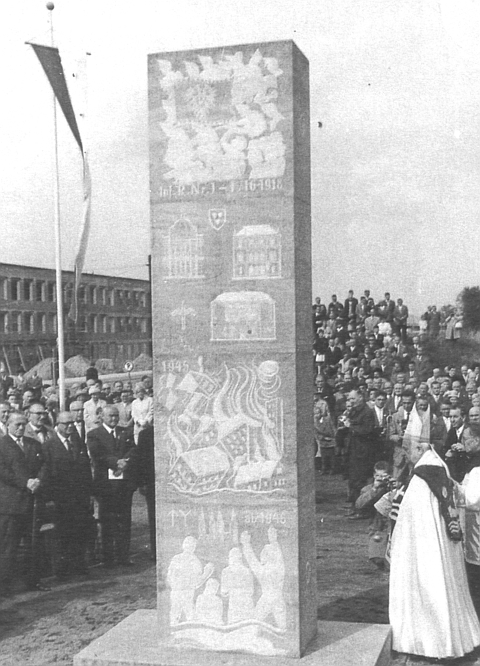
Franz Wagner v mitře žehná památník na Troppauplatz v Bamberku (rok 1964)
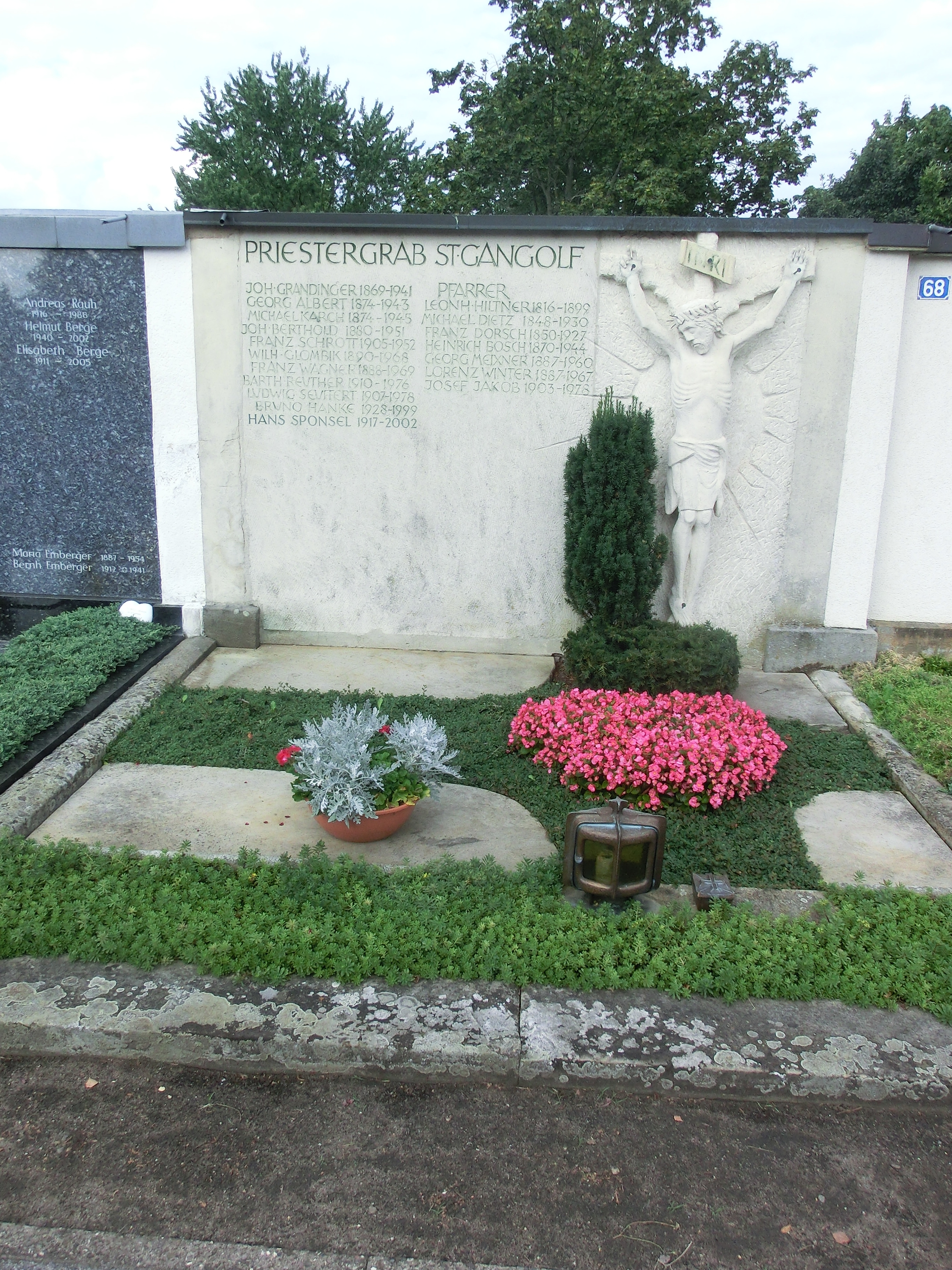
Společná hrobka kněží sloužících v bamberské farnosti St. Gandolf
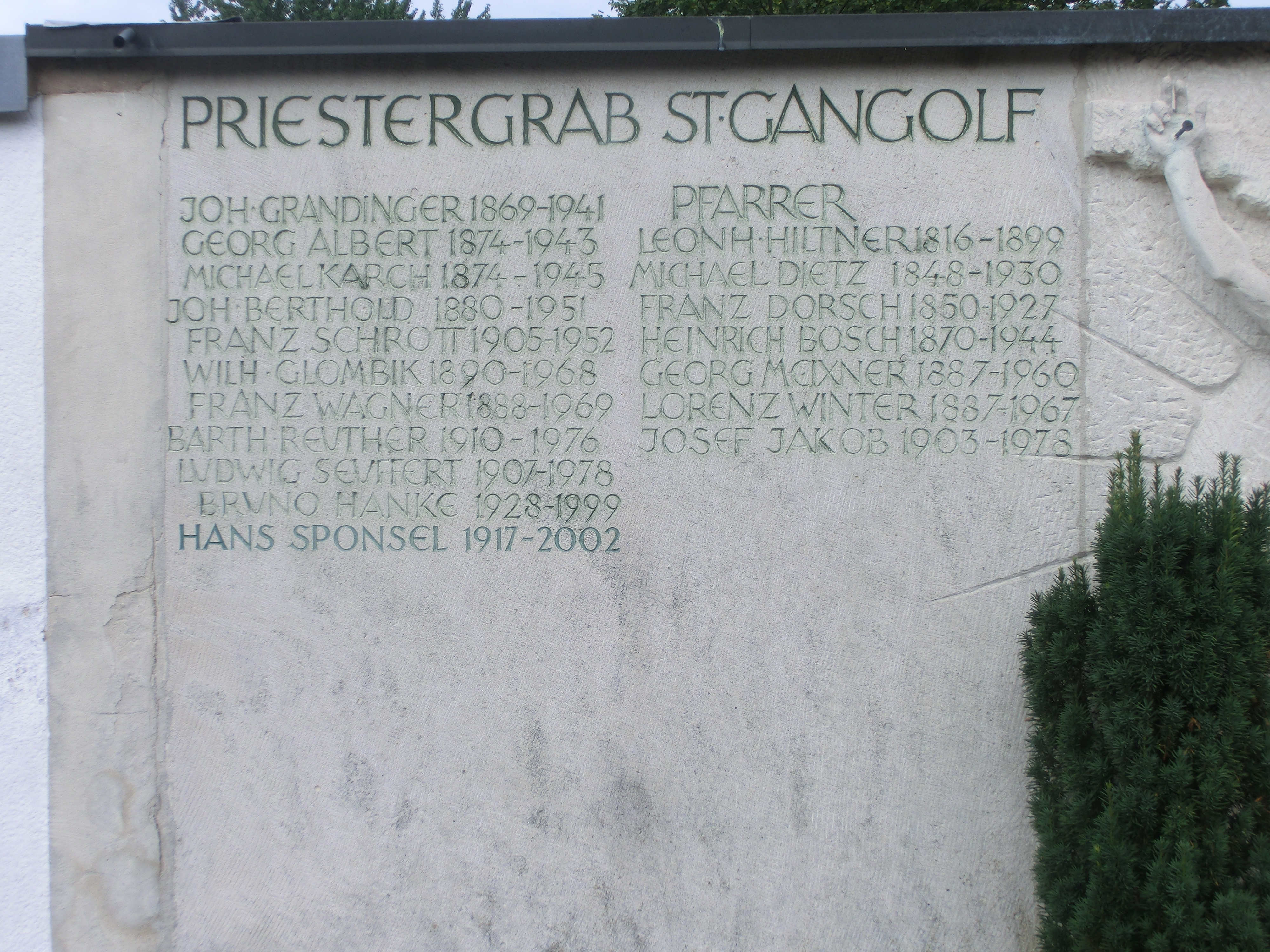
Náhrobní deska se jmény kněží sloužících v St. Gandolf, Bamberg